# 5-я Гламочская лёгкая пехотная бригада
5-я Гламочская лёгкая пехотная бригада (серб. 5. гламочка лака пјешадијска бригада) — легкопехотная бригада Войска Республики Сербской.

## История
Сформирована в 1992, штаб-квартира — город Гламоч.
С началом войны бригада занимала оборону на линии гора Велика Голия — вершина Коричина (на горе Словинь) фронтом на юг, прикрывая вход в долину Гламочко-Поле. 29-30 ноября 1994 отразила атаки хорватских частей, осуществляемые в рамках операции «Зима-94». Вследствие продвижения хорватов по долине Ливенско поле бригаде пришлось дополнительно занять позиции фронтом на запад по линии гора Велика Голия — гора Мала-Голия — гора Врхови.
В ходе хорватской операции «Лето-95» 25 июля 1995 года успешно отразила ряд атак, однако оставила вершины Полянски-Врх (на горе Мала-Голия) и Коричина. 26 июля оставила гору Врхови. 28 июля произошло крушение обороны бригады, отступившей со всех своих позиций и из долины Гламочко поле. Сербское командование назначило для бойцов бригады сборный пункт Млиниште (северо-восточнее Гламочко-Поля).